# Jacques Prévert
Jacques Prévert (Neuilly-sur-Seine, 4 de febrer de 1900 - Omonville-la-Petite, Manche, 11 d'abril de 1977) va ser un poeta, autor teatral i guionista cinematogràfic francès.

## Biografia
Jacques Prévert va passar la seua infantesa a París. Son pare era crític de teatre i el portava sovint a veure representacions; no obstant atribuïa a sa mare el gust per la lectura. Va deixar l'escola als 14 anys per a treballar en una gran superfície comercial. El 1918 va ser mobilitzat com a soldat i va servir en Orient Pròxim tot just acabada la Gran Guerra.
A partir de 1920, de retorn a París i a la vida civil, va participar en el moviment surrealista com a membre actiu del grup de la rue Du Château, junt amb Raymond Queneau i Marcel Duhamel, entre d'altres. No va participar en les expressions més formals del surrealisme, però se li atribueix la paternitat d'algunes de les seues pràctiques artístiques més característiques, com el cadàver exquisit.
L'any 1928 va fundar, junt amb el seu germà Pierre una productora teatral i cinematogràfica. En la dècada del 1930 va ser l'ànima del grup de teatre "octubre", vinculat al Partit Comunista Francès, tot i que el seu proverbial inconformisme el va fer sospitós de Trotskisme.
Prévert també va escriure diversos guions per al director de cine francès Marcel Carné, entre els quals es troben Drôle de drame (1937), Le jour se lève (1939) i, tal vegada el més famós, Les enfants du paradis (1945).
La publicació del seu llibre de poemes Paroles l'any 1946, va ser un gran èxit. Va ingressar llavors en el col·legi de patafísica, on va aconseguir el grau de sàtrapa el 1953.
Alguns dels seus treballs van ser musicalitzats per Joseph Kosma, Christiane Verger i Hanns Eisler i cantats per prominents vocalistes francesos del segle xx incloent-hi Yves Montand i Edith Piaf. Els seus poemes s'ensenyen en les escoles franceses i desenes de col·legis porten el seu nom.

## Estil poètic
Els seus poemes tracten sobre la vida a París i la vida després de la Segona Guerra Mundial. Jacques Prévert utilitza els jocs de paraules per a capgirar el flux convencional del llenguatge. La seua poesia recorre a neologismes, dobles significats, imatges insòlites, i està farcida d'efectes burlescos i lapsus voluntaris que produïxen efectes còmics i inesperats, d'un humor a vegades negre i a vegades eròtic. En els seus poemes abunden els jocs de sons, al·literacions, rimes i ritmes. El vincle amb el surrealisme està present tant en la naturalesa fluida de les imatges com en l'ús de recursos com els inventaris, les enumeracions heteròclites d'objectes i individus, les substantivacions o les personificacions d'objectes i animals.

## Obres
- 1946: Paroles
- 1947: Contes pour enfants pas sages
- 1951: Spectacle
- 1952: Lettre des îles Baladar
- 1953: Tour de chant
- 1955: La Pluie et le beau temps
- 1963: Histoires
- 1966: Fatras

## Filmografia
- 1932: Comme une carpe de Claude Heymann, guió, adaptació i història
- 1932: L'Affaire est dans le sac de Pierre Prévert, guió i diàlegs
- 1933: Ciboulette de Claude Autant-Lara, adaptació i diàlegs
- 1933: Si j'était le Patron de Richard Pottier, guió
- 1934: Le Taxi de minuit d'Albert Valentin
- 1934: L'Hôtel du libre échange de Marc Allégret
- 1935: Un oiseau rare de Richard Pottier
- 1936: Moutonnet de René Sti, adaptació i diàlegs
- 1936: Jenny de Marcel Carné
- 1936: Le Crime de Monsieur Lange de Jean Renoir, adaptació i diàlegs
- 1937: 27 rue de la Paix de Richard Pottier, adaptació
- 1937: Drôle de drame de Marcel Carné, adaptació i diàlegs'
- 1937: L'Affaire du courrier de Lyon de Claude Autant-Lara i Maurice Lehmann, diàlegs
- 1938: Ernest le rebelle de Christian-Jaque, diàlegs
- 1938: Les Disparus de Saint-Agil de Christian-Jaque, diàlegs (no acreditat)
- 1938: Quai des brumes de Marcel Carné, guió i diàlegs
- 1939: The Mysterious Mr. Davis de Claude Autant-Lara
- 1939: Le Jour se lève de Marcel Carné
- 1941: Remorques de Jean Grémillon, adaptació i diàlegs
- 1941: Une femme dans la nuit d'Edmond T. Gréville, adaptació i diàlegs (no acreditat)
- 1941: Le Soleil a toujours raison de Pierre Billon, adaptació i diàlegs
- 1942: Les Visiteurs du soir de Marcel Carné
- 1943: Lumière d'été de Jean Grémillon, guió i diàlegs
- 1943: Adieu Léonard de Pierre Prévert, guió i diàlegs
- 1945: Les Enfants du paradis de Marcel Carné
- 1945: Sortilèges de Christian-Jaque, adaptació i diàlegs
- 1946: Aubervilliers de Eli Lotar, comentaris
- 1946: Les Portes de la nuit de Marcel Carné
- 1946: Voyage surprise de Pierre Prévert, guió i diàlegs
- 1947: L'Arche de Noé de Henry Jacques, adaptació i diàlegs
- 1947: Le Petit soldat de Paul Grimault
- 1947: La Fleur de l'âge de Marcel Carné, pel·lícula inacabada
- 1949: Les Amants de Vérone de André Cayatte, diàlegs
- 1950: Souvenirs perdus de Christian-Jaque
- 1950: Bim d'Albert Lamorisse, écriture et commentaire
- 1950: La Marie du port de Marcel Carné, diàlegs (no acreditat)
- 1953: La Bergère et le ramoneur de Paul Grimault, guió, adaptació i diàlegs
- 1956: Notre-Dame de Paris de Jean Delannoy
- 1958: La Seine a rencontré Paris de Joris Ivens
- 1959: Paris la Belle de Pierre Prévert, voix
- 1961: Amours célèbres de Michel Boisrond, adaptació i diàlegs
- 1964: Le Petit Claus et le grand Claus de Pierre Prévert basada en un conte de Hans Christian Andersen
- 1966: À la belle étoile de Pierre Prévert, adaptació
- 1970: Le Diamant de Paul Grimault
- 1980: Le Roi et l'Oiseau de Paul Grimault, guió, adaptació i diàlegs